# Flëur
Flëur byla ukrajinská hudební skupina původem z Oděsy, která mezi lety 2000–2017 hrála hudbu popisovanou jako barokní pop, neofolk, neoklasika, dark wave či gothic rock. Texty jejich písní byly v ruštině. V čele stála autorská dvojice Olga Pulatovová (zpěv, syntezátor) a Jelena Vojnarovská (zpěv, kytara).
Pulatovová v roce 1999 poptávala inzerátem kytaristu pro svou tehdejší skupinu Aeroplan. Vojnarovská na inzerát odpověděla a v únoru 2000 začaly zkoušet. Oficiálně kapela vznikla v březnu 2000, když se třetí členkou stala flétnistka Julija Zemljanová, která s kapelou hrála do roku 2004. Dalšími z řady dlouholetých členů byli Jekatěrina Kotelnikovová (syntezátor, doprovodný zpěv), Alexej Tkačevskij (bicí) nebo Anastasija Kuzminová (housle). Jejich debutové album Prikosnovenije vyšlo v roce 2002 ve Francii (pod labelem Prikosnovénie) a na Ukrajině. Čtvrté album Vsjo vyšlo iz-pod kontrolja z roku 2006, které se stylem lišilo od prvních tří a k nevoli hudebníků bylo během masteringu přiblíženo současnému popu, se stalo jedním z jejich nejúspěšnějších. Mezi lety 2002–2014 vydali celkem 8 studiových alb. V březnu 2017 skupina oznámila svůj rozpad a poslední společné koncerty odehráli v květnu 2017. Pulatovová a Vojnarovská pokračovaly v tvorbě sólově. V březnu 2022 byly zveřejněny dříve nevydané skladby Kolybelnaja dlja vzroslych (Колыбельная для взрослых) a Кома nahrané v roce 2006.

## Diskografie
- 2002 – Прикосновение (Prikosnovenije)
- 2003 – Волшебство (Volšebstvo)
- 2004 – Сияние (Sijanije)
- 2006 – Всё вышло из-под контроля (Vsjo vyšlo iz-pod kontrolja)
- 2008 – Эйфория (Ejforija)
- 2010 – Тысяча светлых ангелов (Tysjača svetlych angelov)
- 2012 – Пробуждение (Probužděnije)
- 2014 – Штормовое предупреждение (Štormovoje preduprežděnije)